# Sancho de Barahona
Sancho de Barahona nacido como Sancho Núñez de Barahona y Toro o bien Sancho Núñez de Barahona "el Viejo" (Zafra de la Extremadura leonesa, Corona de Castilla, ca. 1499 – Imperio español, 1570) era un hidalgo, militar y explorador español que contribuyera a las conquistas de México y de Guatemala, y que posteriormente fuera asignado como alcalde mayor de Acajutla hacia 1546 hasta alrededor del año 1548, y cuya capitalidad sería trasladada a la ciudad de Sonsonate en el año 1558.

## Biografía
Sancho de Barahona había nacido hacia 1500 en la localidad de Zafra de la Extremadura leonesa, en el Reino de León que formaba parte de la entonces Corona de Castilla.
Su padre era Pedro Núñez de Barahona (n. Valladolid, 1472) —un hijo de Juan Núñez de Rueda y Espinosa (n. 1430) y de Juana Sánchez de Barahona— y su esposa era Constanza de Toro (n. 1480).
Acompañó en sus expediciones a Francisco Hernández de Córdoba, Pánfilo de Narváez, Juan de Grijalva y sobre todo a Hernán Cortés, siendo unos de los primeros conquistadores de México y de Guatemala.
Recibió la encomienda de Atitlán. El historiador Bernal Díaz del Castillo hace mención de Sancho de Barahona en su libro. Además es uno de los antepasados de Manuel José Arce y Fagoaga el primer presidente de Centroamérica y prócer de la independencia de El Salvador. Y del escritor guatemalteco Manuel José Arce.

## Matrimonio y descendencia
El conquistador Sancho de Barahona mandó pedir a la Corona española por su novia, y una vez concedido el permiso para que pasase a las Indias, se unió en matrimonio en la tercera ciudad de Guatemala hacia 1540 con Isabel de Escobar y Aguilar (n. Sevilla, ca. 1521), una hija de Hernando de Escobar (n. 1501 - f. 1533) —cuyos padres eran Juan Rodríguez de Escobar (n. 1468 - Fregenal de la Sierra, 1508) y Catalina González de Vargas (n. 1472)— y de María de Aguilar (n. ca. 1505).
Sancho de Barahona e Isabel de Escobar tuvieron tres hijos:
- Sancho Núñez de Barahona "el Mozo"[4] (n. ca. 1541 - f. 1623), capitán,[5] fue alcalde de Guatemala[5] y se casó con Isabel de Loaysa (n. ca. 1551),[6] una hija del licenciado García Jofre de Loaysa[5] (n. Talavera de la Reina, ca. 1521) —un hidalgo[7] que también era conocido como Godofredo de Loaiza y que fuera nombrado de forma interina como alcalde mayor de Tabasco en 1547, pasara con su familia a Guatemala en 1555[5] y, como oidor de la Real Audiencia de los Confines, fuera asignado como juez de residencia en la alcaldía mayor de Yucatán, tomando el mando de la misma en 1560— y de la infanzona[7] Ana de Carriedo (n. ib., ca. 1531).
- Juan de Barahona y Escobar[3] (n. Guatemala, ca. 1543) enlazado con María Cano Guerrero
- Leonor Barahona de Escobar[3] (n. ca. 1545) siendo vecina de Guatemala[3] se matrimonió con el licenciado Juan de Cavallón y Arboleda,[3] alcalde mayor de Nicaragua[3] desde el 26 de octubre[3] de 1553.[3]